# 1024 w polityce

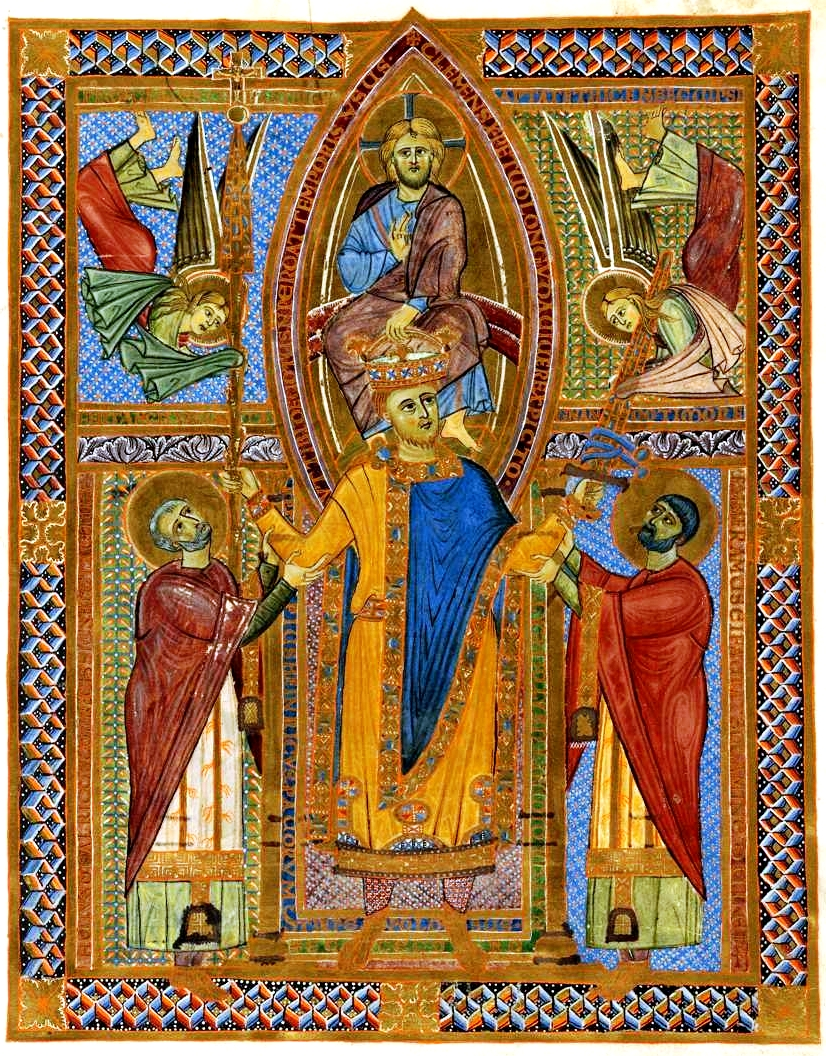
Henryk II Święty

Wydarzenia polityczne w 1024 roku.

## Wydarzenia
- 19 kwietnia Romanus dei Conti di Tuscolo zostaje papieżem[1].
- Bunty chłopów w Bretanii i ziemi suzdalskiej (Ruś)[2].

## Urodzili się
- Izjasław I, książę ruski[3].
- Magnus I Dobry, król Danii i Norwegii[4].

## Zmarli
- Henryk II Święty, cesarz rzymski[5][6].
- 9 kwietnia Benedykt VIII, papież[7].